# Sioni repülőtér
A Sioni repülőtér (IATA: SIR, ICAO: LSGS) Svájc egyik nemzetközi repülőtere, amely Sion közelében található. Éves utasforgalma 8782 fő .
A repülőtér csak szezonális charterjáratokat fogad, a legközelebbi nemzetközi repülőterek a genfi 110 km-re nyugatra és a berni északra.

## Futópályák
A repülőtér futópályái:
- 07/25 (2000 m, 40 m, aszfalt)
- 07/25 GRASS (660 m, 30 m, fű)

## Forgalom
Az utasforgalom az elmúlt években az alábbi módon változott:
| Utasok száma | 94   | 7658 | 7874 | 9456 | 4843 | 1339 | 5678 | 6660 | 8782 | 903  |
|              | 1980 | 1996 | 1999 | 2002 | 2005 | 2009 | 2012 | 2015 | 2018 | 2021 |

## Légitársaságok és úticélok
| Légitársaság     | Célállomások                                            |
| ---------------- | ------------------------------------------------------- |
| Air Mountain     | Szezonális: Calvi, Figari, Rome-Fiumicino, Saint-Tropez |
| Helvetic Airways | Szezonális charter: Palma de Mallorca                   |